# Cristallo di Colle di Val d'Elsa
Il cristallo di Colle di Val d'Elsa è una produzione tipica dell'omonimo comune toscano dove fino al 2008 si concentrava il 15 per cento della produzione mondiale ed il 95 per cento della produzione nazionale di articoli in cristallo, tanto che la località era chiamata la “Città del cristallo”. Dal 2008 in seguito anche ad una maggiore sensibilità verso l'ambiente la più grande azienda produttrice, la RCR,  ha tolto il piombo dalla composizione del cristallo, creando un cristallo ecologico,  anche la Collevilca, nel 2020 ha iniziato a produrre un cristallo senza piombo. Siccome il Piombo è considerato un materiale tossico e molto "scomodo" commercialmente molte  aziende mondiali che producevano cristallo hanno cambiato le loro formule per fare un prodotto sempre di altà qualità ma senza piombo, proprio per questo motivo nel 2023 è stato prodotto un documento un INTERNATIONAL WORKSHOP AGREEMENT: IWA 43 che ridefinisce i tipi di vetri di qualità,  con questo nuovo regolamento si dividono in tre categorie : Cristallino, Cristallo e Cristallo al piombo. nel regolamento sono specificate i metodi e le caratteristiche che devono avere.

## La storia

### Le origini
La tradizione vetraria di Colle di Val d'Elsa vanta origini antiche tanto che già nel medioevo (XIV secolo) venivano prodotti vasi e bicchieri di vetro. La famiglia colligiana dei Pasci aveva infatti ottenuto in affitto alcuni locali del Convento degli Agostiniani per impiantarvi una fabbrica di vetro. Già negli Statuti del 1300 venivano regolamentate le “gabelle” da imporre ai fabbricanti di vasellame e oggetti in vetro.
La produzione di vetro, che in Toscana interessava anche Gambassi Terme e Montaione, con il passare del tempo dovette avere raggiunto livelli di importanza e di eccellenza tali da rendere necessaria una ordinanza granducale con cui, il 20 aprile 1577 veniva bandito dallo Stato fiorentino il “vetro forestiero”.
A Colle potevano essere sfruttate le risorse del territorio circostante per la produzione: la legna per alimentare i forni di cottura, e ricavarne ceneri (che venivano usate al posto della potassa), la sabbia silicea, presente nelle cave della vicina Montevasoni, l'abbondanza di acqua, la presenza di terra refrattaria ricca di carbonato di magnesio; la presenza di un'arteria importante come la Via Francigena rendeva poi facile il trasporto delle materie prime e dei prodotti finiti.

### Le prime industrie
Nel 1820 quando l'alsaziano François Mathis dà vita ad una moderna vetreria, nasce la base che farà di Colle di Val d'Elsa, la capitale mondiale del cristallo. Anche in questo caso la scelta fu determinata dalla possibilità di approvvigionarsi in loco delle materie prime necessarie: legname, quarzo, manganese e bario.
Mathis scelse, per la sua industria i maestri vetrai francesi che erano ben pagati ed ai quali forniva vitto e alloggio.
L'azienda dei Mathis però non ha il successo sperato ed alla morte del titolare, avvenuta nel 1832, l'azienda viene acquistata dal bavarese Giovan Battista Schmid, che aveva svolto il ruolo di direttore della vetreria e che aveva già avuto precedenti esperienze in altre fornaci tra cui quella di San Vivaldo a Montaione. Tra i meriti dell'industriale francese vi è quello di avere provveduto alla formazione della manodopera locale. Lo Schmid risollevò l'azienda portando la produzione a livelli tali da ottenere riconoscimenti a livello nazionale ed internazionale, come la medaglia d'oro all'Esposizione Universale di Parigi del 1855.
La "Fabbrica di Cristalli Giovan Battita Schmid" produceva articoli apprezzati a livello sia nazionale sia internazionale, esportando buona parte della produzione.
Nel 1865 fu ampliato lo stabilimento di produzione ed il reparto di molatura. In tutto vi erano otto “piazze” (come venivano e vengono chiamate tuttora le unità produttive di ogni forno). La produzione durava dieci mesi anziché i sei tipici delle fornaci dell'epoca. Si producevano bicchieri, bottiglie, vasi, calamai, acquasantiere, componenti per lampadari e lumi, articoli da farmacia ed altri oggetti di uso quotidiano, decorati ed incisi da abili molatori. I materiali impiegati erano quasi interamente locali o nazionali e solo successivamente fu iniziata l'importazione di materie prime estere come la sabbia silicea francese che garantiva risultati migliori, sia pure non all'altezza della produzione d'oltralpe che già utilizzava l'ossido di piombo. Mentre in altre zone d'Italia, come Murano, la produzione languiva, la Vetreria dello Schmid non riusciva a stare dietro a tutte le ordinazioni. La produzione era apprezzata soprattutto grazie al lavoro dei maestri vetrai che erano apprezzati e richiesti anche in altre parti d'Italia, Milano e Murano in primis.
Nel 1877 si verifica il primo sciopero del comparto del vetro, dovuto essenzialmente alla riduzione delle paghe operaie, necessaria per favorire, rispetto alla concorrenza, il vetro colligiano su cui pesava l'eccessiva onerosità dei trasporti, soprattutto delle materie prime. Anche l'inaugurazione del tratto ferroviario tra Colle di Val d'Elsa e Poggibonsi non riuscì a risolvere il problema che affliggeva l'economia cittadina.
Nel 1885 con la morte dello Schmid l'azienda passò nuovamente di mano senza prima avere vissuto momenti di crisi dovuti alle liti tra gli eredi. Fu l'industriale empolese Alfonso Nardi a rilevare l'azienda nel 1889.
Con il 1890, nonostante la crisi dell'economia colligiana, dovuta in parte anche alle lotte operaie, nasce “La Società dei Lavoranti il Vetro Verde”, una delle prime cooperative italiane, specializzata nella produzione di fiaschi, bottiglie e flaconi da farmacia. Sulle “ceneri” della cooperativa, nel 1896, per iniziativa del colligiano Arrigo Galganetti, iniziò ad operare la cosiddetta “Fabbrichina”, la “Vetreria Galganetti e C.”, che continuava la vecchia produzione della Cooperativa e riprese la produzione di lastre di vetro.

### Il 1900
All'inizio del 1900, a Colle di Val d'Elsa, come in altre parti d'Italia, temendo che, come era già successo all'estero, la meccanizzazione portasse con sé problemi di disoccupazione, esplosero le lotte operaie e gli scioperi per le rivendicazioni salariali, soprattutto da parte della mandopera specializzata come erano i maestri vetrai che si erano associati nell'Unione Vetraria.
L'industriale Nardi, sull'esempio di altre aziende nazionali del settore, nel 1906 cedette l'azienda alla “Società Anonima Cristallerie e Vetrerie Riunite”, un Consorzio di vetrerie a livello nazionale; questo però non fece cessare le vertenze sindacali a livello nazionale. La produzione si riduceva costantemente e nel 1911, la fabbrica chiuse i battenti.
Nello stesso anno della cessione da parte del Nardi (che per un certo periodo aveva continuato a dirigere l'azienda), il 1906, anche la “Fabbrichina” passò di mano e venne acquistata da Filippo Lepri che, impiegando grossi capitali, ristrutturò l'azienda e riconvertì la produzione, passando dalla fabbricazione di lastre di vetro ai prodotti tradizionali, a plafoniere per l'illuminazione ed ai prodotti di uso sanitario e farmaceutico, oltre a tutta una serie di altri prodotti di uso più disparato, come i vetri per i fari delle auto. Il successo dell'azienda fu notevole, passando dai 100 addetti del 1907 ai 250 del 1911, e diventando fornitore ufficiale delle Ferrovie dello Stato e di Compagnie di Navigazione. Dopo il periodo di successo, subito prima della guerra, l'azienda entrò in crisi e nel 1914 chiuse per motivi finanziari.
Contemporaneamente alla chiusura della Fabbrichina, nel 1914, una nuova società, la S.A.L.V.E., Società Anonima La Vetreria Elsana, riapriva la vecchia fornace del Nardi producendo lampade e tubi per lumi ad olio e petrolio; e questo fino al 1916, quando fu vietata l'esportazione di tubi per l'illuminazione e fu riconvertita la produzione negli articoli tradizionali: bicchieri, ecc. L'azienda non decollò e tra alti e bassi continuò la sua attività fino al 1922, quando fu rilevata dal colligiano Modesto Boschi (che aveva fatto esperienze lavorative sia in Italia sia in Francia, per poi ottenere notevoli successi imprenditoriali a Milano) insieme alla Fabbrichina che già l'anno prima aveva preso in affitto.
Nacquero così le “Vetrerie Operaie Riunite Modesto Boschi”. Tra le novità dell'azienda, il massiccio impiego di manodopera femminile per l'impagliatura e l'imballaggio ed una rappresentanza operaia all'interno del Consiglio di Amministrazione. La produzione non aveva rilievo artistico se non negli articoli decorati ed incisi oppure colorati con il metodo della pittura a caldo. Questa era ottenuta dipingendo le decorazioni con ossidi metallici e ricuocendo poi gli oggetti ad una temperatura di oltre 500 gradi. La produzione consisteva anche in vetri ad uso ottico e ad uso industriale e le “Vetrerie” diventarono fornitori, oltre che delle Ferrovie dello Stato, della Marina, dell'Aeronautica e del Ministero della Guerra. Per questo gli operai addetti a determinate lavorazioni godevano dell'esenzione dal servizio militare e furono poi esentati dal partire per la guerra.
Nel 1935 la “Boschi” aderisce al “Consorzio Italiano Vetrario” come molte altre aziende del settore del vetro bianco al fine di promuovere la produzione e controllare i prezzi.
Nel 1936, il 3 agosto muore il Comm. e Cav. Modesto Boschi, lasciando un'azienda sana dal punto di vista produttivo, ma con una situazione finanziaria pesante.
Al termine del conflitto bellico, presso la Fabbrichina, iniziò la produzione di vetro con ossido di piombo in percentuale del 15 per cento, realizzando quindi il primo cristallo al piombo colligiano. Il numero degli addetti passò dai 105 del 1942 ai 650 del 1950.

### Dalla crisi alla Rinascita
Le “Vetrerie Operaie Riunite Modesto Boschi” risentirono della crisi nazionale che interessò l'intero settore del vetro; inoltre la crisi delle “Vetrerie Boschi” fu acuita dalla mancanza di un ammodernamento degli impianti, dalla presenza di commistioni politiche (preoccupate di garantire ed assicurare comunque occupazione) e di amministratori che avevano interessi anche in altre aziende e che “pescavano” a piene mani nelle risorse aziendali. Nonostante l'ingresso degli operai negli organi di gestione aziendale, le “Vetrerie Boschi” si videro costrette a chiudere i battenti nel 1953, il 28 marzo, alla fine di un lungo e difficile Concordato (aperto nel 1951) causando la disoccupazione di molti dipendenti (che avevano raggiunto ed oltrepassato la soglia delle 500 unità). A tutto questo avevano non poco contribuito, oltre all'esuberanza del personale e quindi alla scarsa produttività, la caduta dei prezzi dovuta alla forte concorrenza e la politica antioperaia dello stesso Governo che tendeva al ridimensionamento delle conquiste sindacali del dopoguerra. Situazioni simili furono infatti vissute a Empoli, Figline Valdarno e San Giovanni Valdarno.
Alcuni dipendenti che erano usciti anzitempo dalle Vetrerie Riunite avevano intanto dato vita a nuove aziende come la C.A.L.B. (Cristalleria Artistica Lavorazione Brevettata), la V.I.T.A.C. (Vetreria Industria Toscana Articoli Cristallo) e la V.A.V. (Vetreria Artistica Valdelsana).
Nel periodo successivo altre aziende vengono create per poi sparire in modo repentino.
Nel 1961 Colle di Val d'Elsa contava sette vetrerie e ben 51 molerie.
I nuovi imprenditori venivano tutti dalle stesse esperienze lavorative e tendevano a produrre articoli simili tra loro, come ad esempio i bicchieri con la goccia contenuta alla base.
Altre realtà produttive cercarono di diversificarsi come nel caso della V.A.V. che realizzò oggetti in vetro dicroico con l'uso di una miscela vetrosa la "alessandrite" che faceva cambiare colore agli oggetti a seconda della fonte di luce: rosa-violetto con luce ad incandescenza e blu-verde con luce fluorescente. La C.A.L.B. brevettò un nuovo sistema produttivo nato dall'esperienza del fondatore dell'azienda, Ubaldo Pacini, ma non ebbe larga diffusione a causa delle difficoltà di realizzazione: «L'invenzione, coperta da brevetto nel 1949, prevedeva l'uso di una "semiforma": dal vetro fuso inseritovi con l'aiuto della canna da soffio si realizzava una forma parziale dell'oggetto, poi completato sfruttando la forza centrifuga e la pressione formatasi a seguito della cessione di temperatura dal vetro fuso alle parti bagnate della "semiforma".».

### Il Cristallo
Nel 1963, finalmente, la Cristalleria La Piana riuscì a produrre un vetro con un contenuto di ossido di piombo superiore al 24 per cento. Era nato un cristallo trasparente e purissimo in grado di competere in brillantezza con quello d'oltralpe dove già si produceva da tempo. Subito la produzione ebbe impulso e successo. Anche altre aziende si dedicarono alla produzione di cristallo ed è proprio negli anni sessanta che nascono le cristallerie, alcune operano ancora oggi; la cristalleria Kristal Bianchi, La S.A.L.C., la Cristalleria Arnolfo di Cambio e la Vilca, nate nel 1960-1963, la Kristal Krisla (Colle Cristallerie) nel 1968, nel 2003 viene acquisita da VILCA e diventa l'attuale COLLEVILCA  mentre la C.A.L.B. e la Cristalleria La Piana si fusero nel 1967 dando origine alla odierna C.A.L.P. (Cristalleria Artistica La Piana), la più grande cristalleria italiana fino al 2008, che sarà anche quotata in borsa per un breve periodo, mentre dall'Arnolfo di Cambiona nascerà la Compagnia Italiana del Cristallo che è un editore e la Duccio Disegna che rimane l'unica azienda a produrre il cristallo al piombo almeno fino al 2025.
Comincia intanto a diversificarsi la produzione tra le varie aziende. Alcune puntano sull'automazione della produzione, altre ricercano la collaborazione con firme famose del design nazionale e internazionale come Joe Colombo, Ettore Sottsass, David Palterer, Angelo Mangiarotti, Ambrogio Pozzi, Roger Tallon, Blanca, Kita, Enzo Mari.
Dopo l'attentato alle Torri Gemelle di New York dell'11 settembre 2001 i mercati internazionali subiscono forti contrazioni ed anche il settore del cristallo ne risente.
La crisi che ne deriva colpisce in modo particolare la C.A.L.P., e non poteva essere diversamente, che si vede costretta a ridimensionare la produzione e la forza lavoro. Nel 2007 nuovi azionisti rilevano dalla C.A.L.P. il ramo d'azienda produttivo-operativo-commerciale, dando vita a una nuova compagine azionaria, che comprende anche un gruppo di soci della seconda generazione dei fondatori della cristalleria, e nuovo management.
A quel punto l'azienda cambia nome e diventa RCR Cristalleria italiana (l'acronimo sta per Royal Crystal Rock) allo scopo di agganciare ancora meglio il prodotto cristallo al marchio; dà vita a nuovi progetti, ritrova il favore dei mercati e richiama indietro numerosi operai. Oggi con 20 milioni di pezzi venduti, RCR è la maggiore cristalleria italiana e una delle maggiori in Europa. Il 60% della produzione va all'estero (principalmente nelle aree del Medio ed Estremo Oriente, e in Europa, tra cui si segnala il Regno Unito, Grecia e Spagna).
Dopo i successi delle linee di bicchieri, calici e bottiglie "Opera" e "Laurus", nel 2008 ha brevettato il "Luxion", un materiale dalla nuova composizione caratterizzato dall'assenza di piombo, duttile e resistente, dando vita alla collezione "Home & Table" caratterizzata dalla forme contemporanee, attuali e colorate.
Recentemente i calici della nuova linea di produzione "Riflessi" sono stati anche utilizzati alla Mostra internazionale di cinema di Venezia. Inoltre dal 2009, RCR è partner del Gambero Rosso, per le Città del Gusto a Roma e Napoli e altre iniziative in Italia e all'estero.

## Normativa europea
Nel 1969 l'Unione Europea ha dettato le proprie regole sul cristallo: si può chiamare tale solamente un vetro con una percentuale di ossido di piombo di almeno il 24 per cento, tale da garantire un indice di rifrazione pari almeno al valore di 1,545.

## Come ottenere un buon cristallo

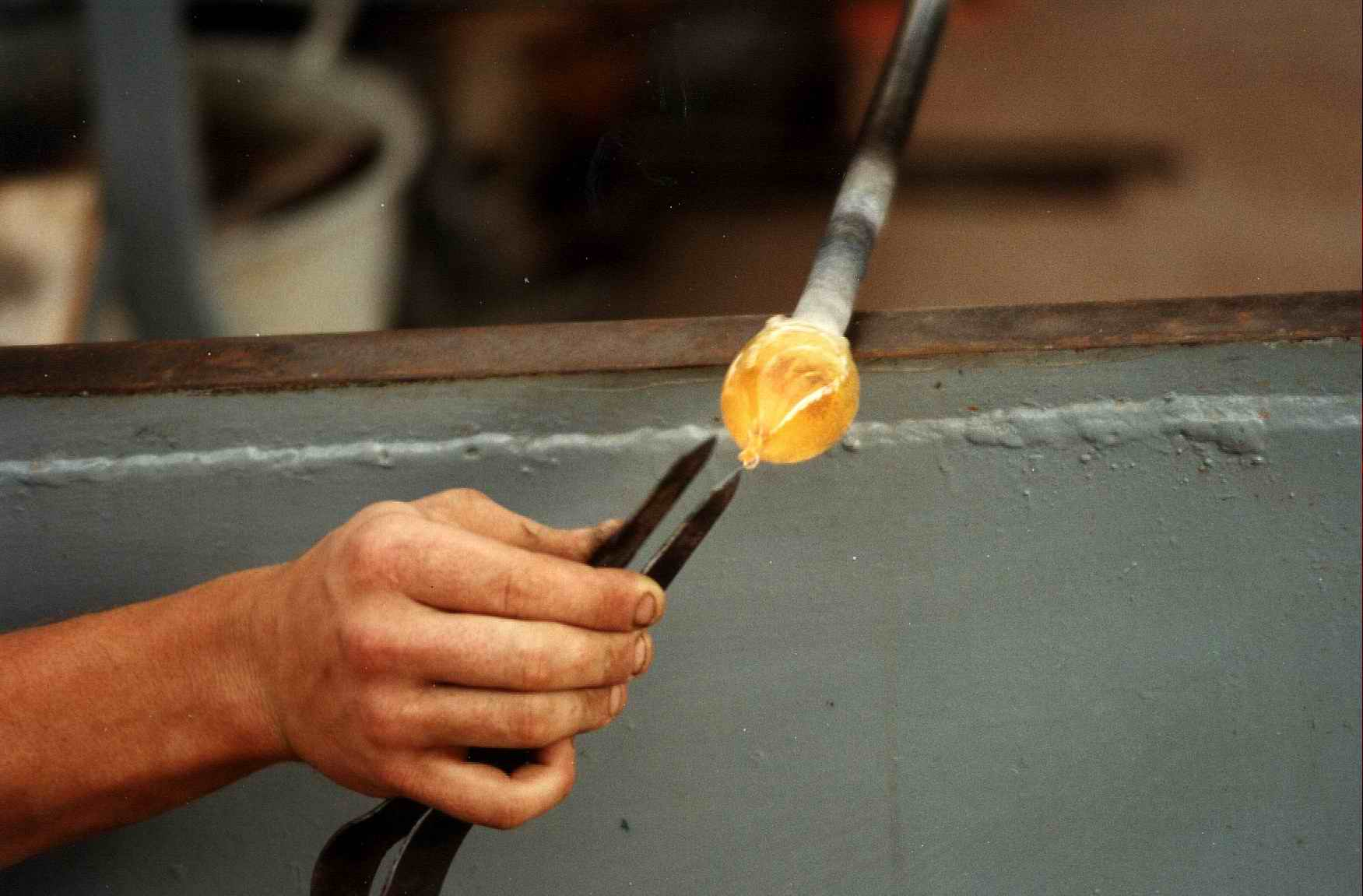
Lavorazione manuale del cristallo

Per produrre cristallo occorrono diverse materie prime:
- silice, anidride borica e anidride fosforica sono sostanze vetrificanti;
- composti di sodio e potassio sono sostanze fondenti, ed hanno la caratteristica di abbassare la temperatura di fusione delle sostanze vetrificanti che altrimenti necessiterebbero di temperature addirittura superiori a 1700°;
- sodio e potassio, solubili in acqua, renderebbero, da soli, instabile il vetro per cui occorre aggiungere ancora altri elementi stabilizzanti;
- l'aggiunta di ossido di piombo fa aumentare la densità del vetro e, quindi, l'indice di rifrazione, dando al materiale così ottenuto una brillantezza superiore a quella del vetro. Una percentuale di ossido di piombo troppo elevata altererebbe comunque il cristallo dandogli tonalità giallastre.
- solo una saggia collaborazione tra chimici specializzati e Maestri Vetrai fa quindi di che il cristallo abbia tutte quelle caratteristiche che lo rendono un prodotto unico.

## Le incisioni
Già nel XIX secolo, nella industria dello Schmidt, veniva usata la ruota di rame per incidere gli articoli in vetro. Decorazioni con fogliame e tralci di vite, con intaglio profondo ed a coste larghe, dove lo spessore del vetro lo consentiva, i più gettonati dell'epoca.
Tra i maestri dell'arte dell'incisione non possiamo con menzionare Mario Salvi e Nello Cigni, che operavano alle dipendenze delle Vetrerie Riunite Modesto Boschi ed i cui lavori si trovano nelle collezioni di tutto il mondo. Scene di caccia e figure femminili, i temi preferiti dai due artisti.

## Il Museo del cristallo

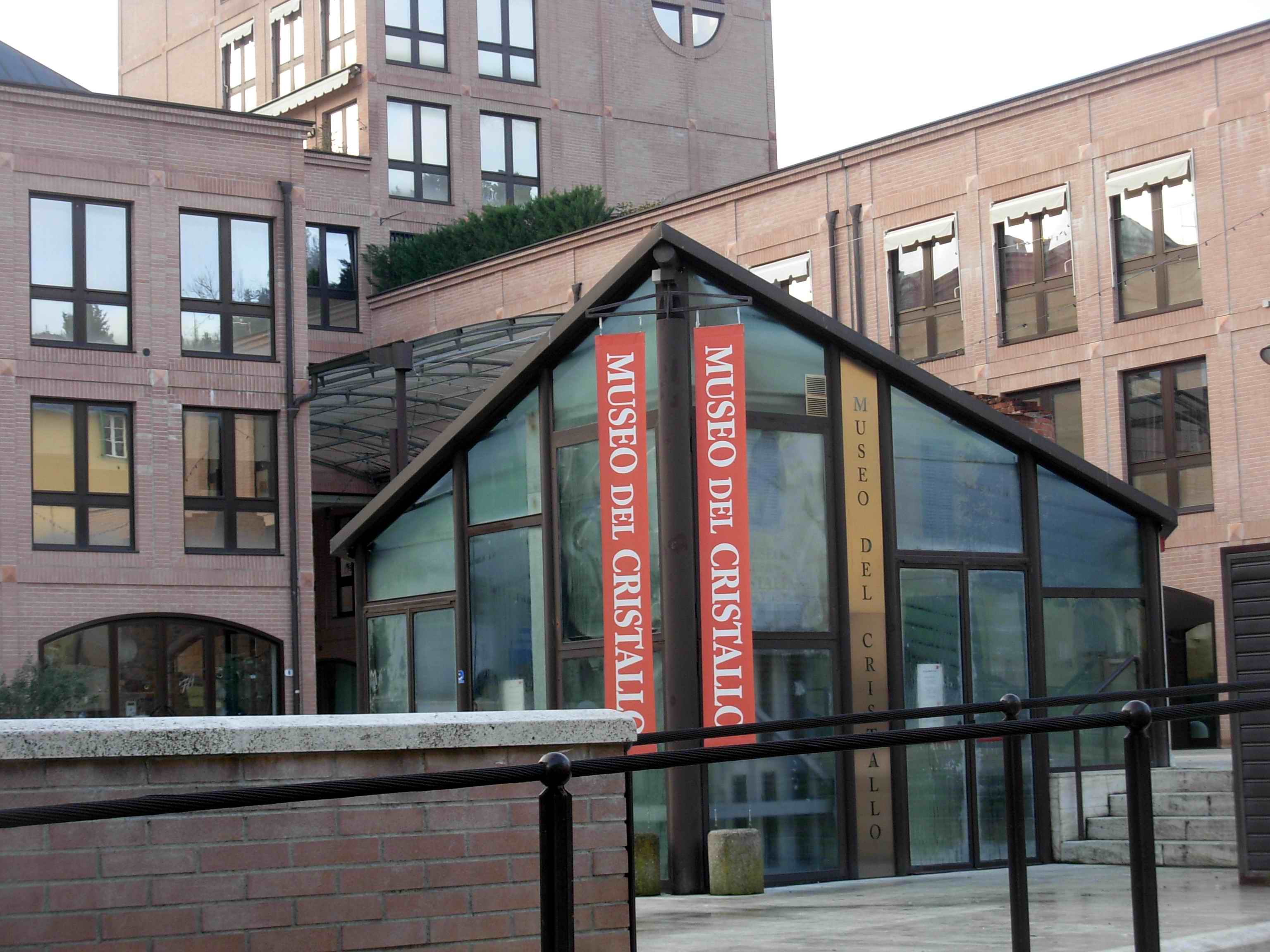
L’ingresso del Museo del cristallo

Nel 2001 fu inaugurato a Colle di Val d'Elsa il Museo del cristallo, unico nel suo genere in Italia. Vi si possono ammirare le creazioni dei vari maestri vetrai nel corso del tempo, ripercorrendo tutta la storia delle aziende colligiane; in mostra i “ferri del mestiere”: stampi, molle, pinze, ecc.;
e ancora, documenti.

## Una mostra per il cristallo
Tutti gli anni, nel mese di settembre  si svolgeva, nel centro storico di Colle di Val d'Elsa, la rassegna “CRISTALLO TRA LE MURA”, che nel 2007 è giunta alla sua trentesima edizione. È una vera panoramica nel mondo del cristallo colligiano, con dimostrazioni dal vivo della lavorazione a caldo da parte dei maestri vetrai, dimostrazioni di
lavorazione a freddo (intaglio, molatura ed incisione) con tutta una serie di eventi correlati al mondo del cristallo (esposizioni, proiezioni, degustazione di vini ecc.) e manifestazioni collaterali.

## La visita del Papa
Il 30 marzo 1996 papa Giovanni Paolo II si è recato in visita pastorale a Colle di Val d'Elsa; da sempre vicino ai temi legati al mondo del lavoro ha celebrato la messa all'interno dello stabilimento della CALP.
In occasione della visita allo stabilimento i maestri vetrai colligiani hanno donato a Sua Santità un ostensorio in cristallo di 40 cm. di diametro e del peso complessivo di 18 kg, una vera opera d'arte.

## Realizzazioni particolari

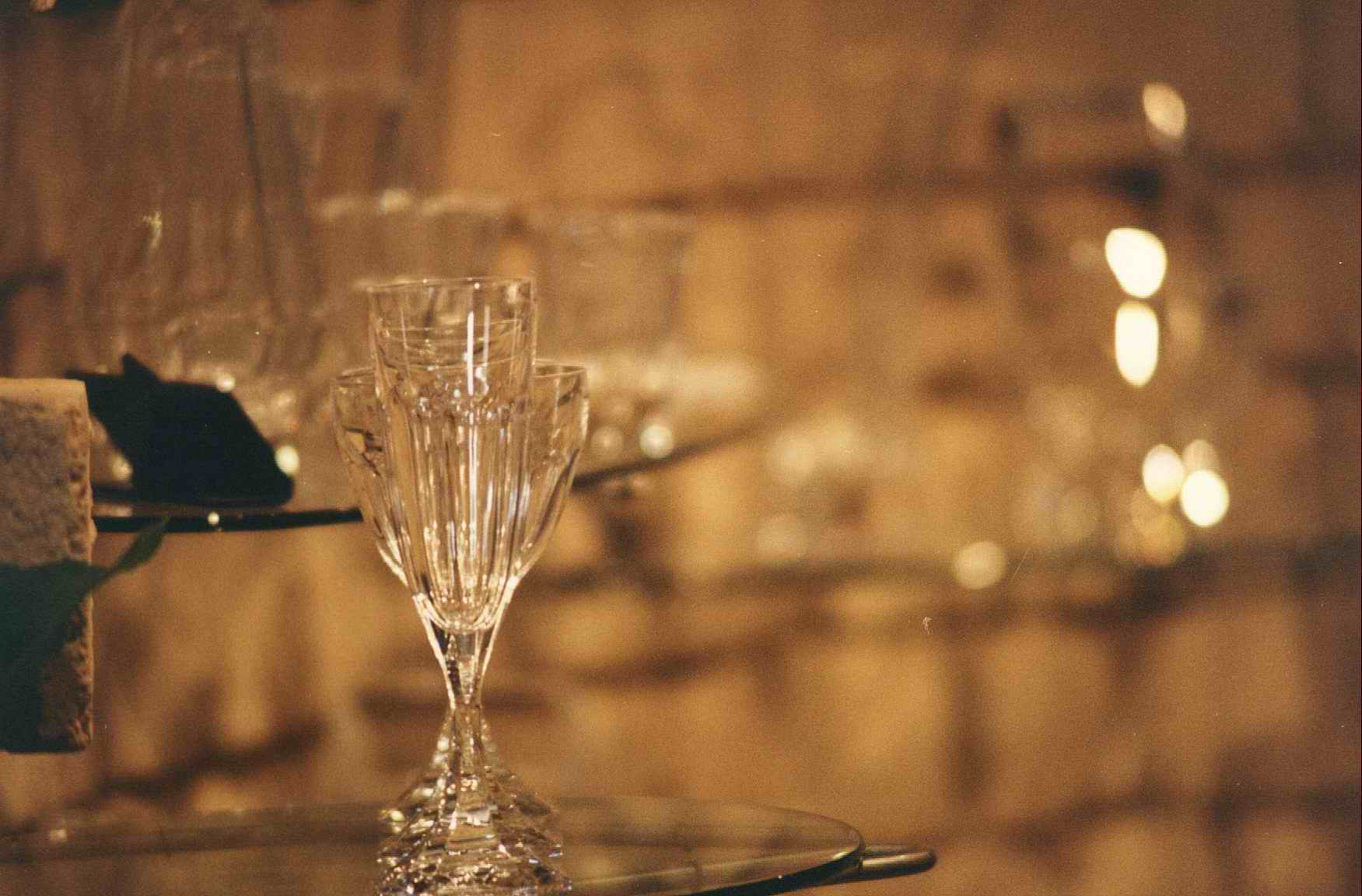
Lucentezze del cristallo

- Tra le realizzazioni particolari realizzate a Colle di Val d'Elsa, possiamo citare innanzitutto la coppa di cristallo che veniva consegnata in occasione dei campionati italiani di sci e delle gare di coppa del mondo di sci che si svolgevano in Italia.
- Il bicchiere “Smoke”, disegnato da Joe Colombo, caratterizzato da un gambo che permette l'impugnatura con il solo pollice della mano consentendo contemporaneamente di tenere la sigaretta o il sigaro, è, con il bicchiere “Mapan” di Sergio Asti, esposto nella collezione permanente del “MoMa” di New York.
- Gli articoli in cristallo prodotti a Colle di Val d'Elsa sono apparsi in numerosi film tra cui “Blade Runner” con Harrison Ford (in tale occasione è stato utilizzato il bicchiere Cibi, disegnato dal designer Cini Boeri).
- Tra i tanti prodotti delle cristallerie colligiane anche un bocchino in cristallo per sassofono, realizzato appositamente per una industria americana; l'uso del bocchino in cristallo conferisce allo strumento un suono migliore.
- un calice particolare, lo Swing, prodotto dalla Cristalleria ColleVilca, disegnato da Gum design fa parte della collezione permanente del MOMA di San Francisco

## Galleria d'immagini

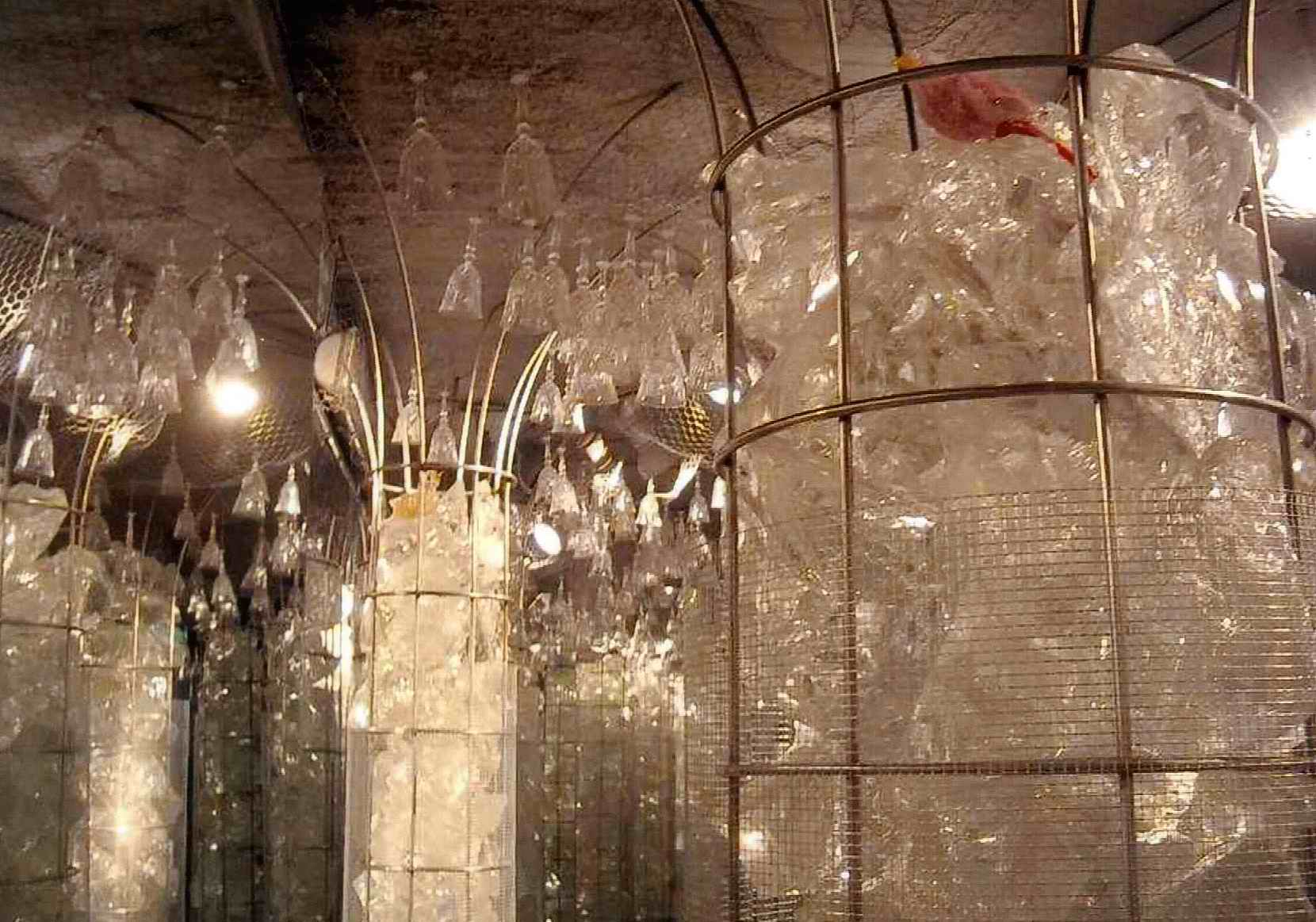
Museo del cristallo: il Bosco di cristallo